# Sergio Ammirata
Salvatore Sergio Ammirata (Palermo, 7 gennaio 1935) è un attore e regista italiano.

## Biografia
Attore di formazione teatrale è stato uno dei primi diplomati celebri della prestigiosa Accademia Sharoff fondata da Aldo Rendine. Nel corso della sua carriera ha lavorato come attore cinematografico e teatrale, adattatore di testi per Italia ed estero e regista, ben noto nel mercato teatrale romano in particolare per gli spettacoli comici della Compagnia "La Plautina" di Roma.
Ha esordito come attore televisivo e cinematografico negli anni sessanta lavorando con registi quali Eduardo De Filippo, Fernando Di Leo e Sergio Grieco, è stato inoltre adattatore di testi per il Teatro dell'Opera del Cairo (principalmente testi di Plauto), nonché autore di innumerevoli testi teatrali rappresentati principalmente nello storico Teatro Anfitrione. Nel 1974 lavora al suo unico film come regista, Sesso in testa. Autore di numerosi testi, era conosciuto anche con lo pseudonimo di Sante Stern. 

### Vita privata
È stato sposato con l'attrice Patrizia Parisi.

## La Plautina
Fonda nel 1965 la storica compagnia teatrale romana "La Plautina", protagonista per più di 50 anni della stagione teatrale estiva, prima presso l'Anfiteatro Quercia del Tasso e successivamente presso i giardini della Basilica di San Saba. Nel 1976 la Compagnia si trasforma in Cooperativa e Sergio Ammirata, fonda per l’occasione il Teatro Anfitrione (alla Balduina nel primo periodo 1976/1981) e dal 1983 con la sua sede definitiva di via San Saba, all’Aventino. Come compagnia stabile del teatro mette in scena nel corso degli anni innumerevoli piece teatrali specializzandosi sulle varie opere Plautiniane come Miles Gloriosus, Asinaria, Menecmi, Il Persiano, Curculio, Anfitrione, Càsina e molte altre.

## Onorificenze
Nel 2010 gli viene conferita l'onorificenza di Cavaliere ordine al Merito della Repubblica Italiana e successivamente nel 2015 quella di Commendatore ordine al Merito della Repubblica Italiana.

## Filmografia

### Attore

#### Cinema
- I diavoli di Spartivento, regia di Leopoldo Savona (1963)
- Giacobbe - L'uomo che lottò con Dio, regia di Marcello Baldi (1963)
- Il figlio del circo, regia di Sergio Grieco (1963)
- I grandi condottieri, regia di Marcello Baldi e Francisco Pérez-Dolz (1965)
- Spara forte, più forte... non capisco!, regia di Eduardo De Filippo (1966)
- Rose rosse per il führer, regia di Fernando Di Leo (1968)
- Vita segreta di una diciottenne, regia di Oscar Brazzi (1969)
- Amarsi male, regia di Fernando Di Leo (1969)
- La mala ordina, regia di Fernando Di Leo (1972)
- La verità secondo Satana, regia di Renato Polselli (1972)
- Jus primae noctis, regia di Pasquale Festa Campanile (1972)
- Il boss, regia di Fernando Di Leo (1973)
- La mano nera, regia di Antonio Racioppi (1973)
- Primo tango a Roma - Storia d'amore e d'alchimia, regia di Lorenzo Gicca Palli (1973)
- Rivelazioni di uno psichiatra sul mondo perverso del sesso, regia di Renato Polselli (1973)
- Il bacio di una morta, regia di Carlo Infascelli (1974)
- Colpo in canna, regia di Fernando Di Leo (1975)
- Il poliziotto è marcio, regia di Fernando Di Leo (1976)
- Uomini si nasce poliziotti si muore, regia di Ruggero Deodato (1976)
- Gli amici di Nick Hezard, regia di Fernando Di Leo (1977)
- In punta di piedi, regia di Giampiero Mele (1984)
- La più bella del reame, regia di Cesare Ferrario (1989)
- Boom, regia di Andrea Zaccariello (1999)
- Bimba - È clonata una stella, regia di Sabina Guzzanti (2001)

#### Televisione
- Il caso Maurizius, regia di Anton Giulio Majano - sceneggiato TV (1961)
- La trincea, regia di Vittorio Cottafavi - sceneggiato TV (1961)
- Le inchieste del commissario Maigret, regia di Mario Landi - serie TV (1965-1966)
- Dov'è Anna?, regia di Piero Schivazappa - sceneggiato TV (1976)
- Qui squadra mobile, regia di Anton Giulio Majano - serie TV (1976)
- Squadra mobile scomparsi, regia di Claudio Bonivento - serie TV (1999)
- Soraya, regia di Lodovico Gasparini - miniserie TV (2003)
- Don Matteo 4, regia di Andrea Barzini, Giulio Base - serie TV (2004)

### Regista
- Sesso in testa (1974)